# 李明 (1954年)
李明（1954年11月17日—），字錫光，中華民國（臺灣）著名國際安全學者、前外交官，臺灣雲林縣北港鎮人，生於屏東縣屏東市，籍貫江蘇省泗陽縣，美國維吉尼亞大學博士、美國約翰霍普金斯大學及國立政治大學東亞所雙碩士、國立政治大學東語系學士畢業，擁有指導學生共達二十多位國軍將領的紀錄，現任中韓文化基金會監察人、二十一世紀基金會顧問、國立政治大學TCSS顧問、國立政治大學國際事務學院韓研中心主任、國立金門大學講座教授，曾任國立政治大學國際事務學院院長、國防部國防報告書諮委、外交部政策論壇主持人、韓國慶南大學及延世大學訪問學者、日本京都立命館大學客座教授、中國吉林大學訪問教授、西安外國語大學客座教授、中政會理事、國關學會理事、韓研學會理事長、中韓文化基金會監事、中美文經協會秘書長、國立政治大學外交系主任、國立政治大學學務處課活組長、國立政治大學國關中心合交組長、行政院新聞局三等秘書（薦任七職等）、外交部外交領事人員講習所學員。

## 學歷
- 國立政治大學東方語文系（今韓國語文系）學士、輔系外交系（1976）
- 國立政治大學東亞研究所碩士（1980）
  - 碩士論文：〈南北韓「國土統一」政策之比較研究〉。[6]
- 考試院外交領事暨國際新聞人員乙等特考及格（1980）[7]
- 外交部外交領事人員講習所初班（1981）
- 美國約翰霍普金斯大學高等國際研究學院碩士（1984）
- 美國維吉尼亞大學政治與外交系國際關係學博士（1988）
  - 博士論文：〈China's Korean Policy Within the Framework of Anti-hegemonism: 1969-1988〉。[8]

## 專書
- 李明，2020。 《兩韓競合與強權政治》。台北：五南出版公司。
- 李明，2018。 《國際關係》。台北：前程企管公司。
- 李明，1998。 《南北韓政經發展與東北亞安全》。台北：五南出版公司。
- 李明，1992。 《中日兩國與亞太政經發展》。台北：國立政治大學國際關係研究中心。
- 李明，1990。 《世界各國主要政黨內部運作之研究》。台北：正中書局。

## 期刊論文
- 1. 李明(2023)。尹錫悅發布韓版「印太戰略」：中等強國的艱難抉擇。展望與探索，21:2，頁9-16。
- 2. 李明(2020)。中美對抗：「新冷戰」還是「新衝突」？。全球政治評論，72，頁1-7。
- 3. 李明(2019)。一帶一路與全球治理。全球政治評論，68，頁31-50。
- 4. 李明(2019)。川金二會後的東北亞局勢。展望與探索，17:4，頁1-9。
- 5. 李明(2017)。川普政府因應北韓挑釁捉襟見肘。展望與探索，15:9，頁14-20。
- 6.	李明(2015)。2016年臺灣總統大選的美國因素。亞洲研究，71，頁195-219。
- 7.	李明(2013)。北韓的政局與東北亞安全。亞洲研究，67，頁41-84。
- 8.	李明(2013)。北韓核武發展與東北亞國際政治變局。中華戰略學刊，102:冬，頁22-48。
- 9.	李明(2013)。朴槿惠與歐巴馬高峰會：成果與評價。戰略安全研析，97，頁60-70。
- 10.	李明(2013)。歐巴馬政府的朝鮮半島政策(2009~2012年)。遠景基金會季刊，14:2，頁1-52。
- 11.	李明(2013)。朴槿惠政府面對課題與政策蠡測。戰略安全研析，93，頁50-58。
- 12.	李明(2013)。朴槿惠勝選與未來周邊國際安全。全球政治評論，41，頁1-6。
- 13.	李明(2009)。北韓核試爆後的東北亞安全情勢。戰略安全研析，51，頁14-18。
- 14.	李明(2009)。北韓大動作與歐巴馬的回應。戰略安全研析，49，頁37-40。
- 15.	李明(2009)。書評：Michael Mandelbaum [邁可．曼德鮑], Democracy's Good Name: The Rise and Risks of the World's Most Popular Form of Government [民主的好名聲：今世最風行政府之興起與風險]。臺灣民主季刊，6:1，頁207-212。
- 16.	李明(2008)。李明博就職後的兩韓關係。戰略安全研析，40，頁29-32。
- 17.	李明(2008)。南韓總統大選結果初探。戰略安全研析，33，頁6-8。
- 18.	李明(2007)。六方會談共同文件與北韓終止核武計畫。戰略安全研析，31，頁38-41。
- 19.	李明(2007)。韓戰期間的美國對華政策。國際關係學報，23，頁57-90。
- 20.	李明(2006)。北韓試射飛彈與南韓的回應。戰略安全研析，16，頁10-14。
- 21.	李明(2005)。對第四次朝核六方會談結果的思考。戰略安全研析，6，頁31-34。
- 22.	李明(2004)。現階段中共與北韓關係及其對東北亞安全之影響。韓國學報，18，頁211-224。
- 23.	李明(2004)。朝鮮半島情勢觀察。韓國學報，18，頁48-50。
- 24.	李明(2001)。朝鮮半島能源開發組織(KEDO)之運作和限制。國際關係學報，16，頁93-127。
- 25.	邱坤玄、劉德海、金重遠、吳心伯、曹國琪、李明、石源華(2001)。兩岸三地「東北亞國際關係」學術研討會。亞洲研究，40，頁333+335-358。
- 26.	李明(2001)。朝鮮半島四邊會談的功能與限制。亞洲研究，40，頁44-69。
- 27.	李明(2000)。新政府的外交政策動向與挑戰。遠景季刊，1:2，頁173-201。
- 28.	李明(1999)。南韓對外援助：經驗與前瞻。國際關係學報，14，頁1-17。
- 29.	李明(1998)。冷戰結束後中共與巴基斯坦軍事合作之研究。國際關係學報，13，頁65-95。
- 30.	李明(1998)。南韓經濟現代化與全球化：經驗和前瞻。韓國學報，15，頁165-197。
- 31.	李明(1997)。爭取邦交國與兩岸關係之研究。國際關係學報，12，頁55-87。
- 32.	李明(1996)。中共軍備轉移與外交政策關係之研究。國際關係學報，11，頁49-100。
- 33.	李明(1996)。金正日接班前景與北韓政局。亞洲研究，19，頁60-79。
- 34.	李明(1996)。南韓政治民主化之經驗與難題。韓國學報，14，頁201-221。
- 35.	李明(1995)。東北亞新經濟秩序和中韓兩國的角色。韓國學報，13，頁169-181。
- 36.	李明(1995)。後冷戰時期中共對於東南亞之研究與教學。國際關係學報，10，頁55-77。
- 37.	李明(1995)。北韓領導權轉移和兩韓關係。問題與研究，34:2，頁32-41。
- 38.	李明(1994)。冷戰後的中華民國與日韓關係。理論與政策，9:1=33，頁15-27。
- 39.	李明(1994)。世界新秩序下中共對東協之外交政策。國際關係學報，9，頁139-168。
- 40.	李明(1993)。如何加強中韓兩國之文化學術交流。韓國學報，12，頁183-192。
- 41.	李明(1993)。從冷戰時期北韓政經動向和亞太地區安全。國際關係學報，8，頁55-79。
- 42.	李明(1980)。南北韓之對立與和戰問題。東亞季刊，12:1，頁131-148。

## 指導碩、博士論文
- 黃清宗，2024。國軍退役將領參與國防安全研究院（INDSR）之執行評估研究。
  - 與陳勁甫、丘昌泰共同指導。
- 陳立修，2023。安倍政府防衛政策之研究。
- 王子軒，2023。日本集體自衛權行使於台海可能性：安全保障關聯法案修正之視角。
- 田雨騰，2022。科技發展暨相關企業之國家權力角色：以Facebook（Meta）試圖發行Libra幣為例。
- 陳妍如，2021。COVID-19期間對非援助網絡輿情分析：以Twitter為研究標的。
- Lenka Meluzínová, 2021. 美國對中共在太空挑戰的回應：2012-2020。
- 林鈺鈴，2020。檢視臉書事實查核機制：以2020美國總統初選為例。
- 郭安琪，2018。韓國第五至第六共和國憲法之變遷：總統四年連任制爭議之視角。
- 廖欣慧，2018。日本對北韓核武危機之因應：安全與同盟困境之視角。
- 曾敏禎，2016。聯合國對北韓之制裁：核武發展、導彈發射與人權狀況。
- 張子鴻，2015。我國國艦國造政策分析：1978-2015。
- 黃秀蘭，2013。行政機關知識管理應用之探討─以內部控制實施觀點為例。
  - 與吳瓊恩共同指導。
- 郭昕光 （页面存档备份，存于），2013。國際水資源競合之研究。
- 陳麒安 （页面存档备份，存于），2012。聯盟的本質：解釋後冷戰時期的北約存續。
- 唐啟偉，2012。從南海聲索國爭端經驗探討我國的南海軍事戰略。
- 阮甫寬，2012。中台日防空識別區現狀與釣魚台爭議解決可能性之研究。
- 康碩浩，2010。South Korea's Best Strategy Against China: US Ballistic Missle Defense.
- 許永樂，2010。中國大陸軍事外交（英语：Defence diplomacy）之研究。
- 簡銘儀，2010。日本自衛隊海外派兵（日语：自衛隊海外派遣）行動之研究。
- 謝佳振，2009。德國海外派兵政策：1991-2009。
- 張德慧，2008。美日強化安保體制之發展與意義。
- 方玥雯，2008。北韓核武研發與東北亞安全：2002-2007。
- 宋玉蓮，2008。第二次北韓核武危機中共扮演角色之研究。
- 曹立平，2008。中共區域反恐外交之研究─以上海合作組織為例。
- 錢宗旺，2008。軍事危機管理機制：大陸與台灣之比較。
- 傅茂田，2008。2008年政黨輪替論我國國防戰略轉變研究。
- 黃長泰，2007。911事件後小布希政府中東政策：文明衝突論之觀點。
- 郭力中，2007。中共海軍外交政策與實踐之研究。
  - 與丁樹範、陳世民共同指導。
- 姜振中，2006。美軍全球駐地檢討對東北亞安全之影響。
- 江定慧，2006。P-3C機與台海防衛。
- 蔡馥仰，2006。美國因應國際恐怖主義之對策研究。
- 鄭智元，2006。九一一事件對亞太區域安全理念之影響。
- 呂筱雲，2006。九一一事件後美國中亞外交政策之轉變：由地緣政治角度分析。
  - 與賴岳謙、黃奎博共同指導。
- 徐相文，2006。毛澤東與韓戰：介入背景、決策過程和動機。
  - 與唐啟華共同指導。
- 高甯松，2005。特種作戰部隊之運用：美中台個案研究。
- 白永成，2005。台海兩岸軍事互信機制之建構─兩岸劃設「非軍事區」之探討。
- 孫弘鑫，2005。美國柯林頓政府的朝鮮半島安全政策：從薄富爾的「行動戰略」理論分析。
- 崔進揆 （页面存档备份，存于），2005。冷戰後強制外交在國際衝突的運用。
- 陳松培，2005。中共改革開放後之對外經濟援助。
- 游靜雯，2005。冷戰後中國人權之發展--兼論中美關係中之人權問題。
  - 與朱新民、王高成共同指導。
- 黃浩，2005。兩次波斯灣危機布希政府危機處理之比較。
- 呂筱元，2005。九一一事件後美國中亞外交政策之轉變：由地緣政治角度分析。
- 鮑洪祥，2005。冷戰結束後印度戰略安全與海軍發展。
- 賴德明，2005。小布希政府亞太戰略與東北亞安全：2001-2004。
- 楊名豪，2005。中共「新安全觀」下的朝鮮半島外交政策：以「六方會談」為例。
- 尹臺生，2004。我國因應船員執業證書國際公約修正案之研究：政策論證之分析。
- 馬博元，2004。外交政策評估研究—美國智庫與我國對美外交。
- 馬南屏，2004。從國家安全戰略觀點來看中國大陸西部大開發。
- 陳光炳，2004。中共在北韓核武危機之角色。
  - 與劉徳海、張中勇共同指導。
- 蔡顯炎，2004。六方會談與東北亞區域安全。
- 李勝龍，2004。美國軍隊與媒體關係研究：以兩次波斯灣戰爭為例。
  - 與姜家雄、黃深勳共同指導。
- 南慧瑄，2004。從軍事專業主義（英语：The Soldier and the State）的角度探討改革開放後的中共軍隊與黨軍關係。
- 田金麗，2004。「超限戰」戰略想定之研究。
- 張翊國，2004。美國「自由伊拉克行動」軍事戰略研究。
- 陳雙環，2004。當前中華民國反恐對策之研究。
- 陳昇，2004。反恐時期美中台三角關係：2001～2003。
- 歐陽文山，2004。後冷戰時期北韓研發核武之意義與影響：1993—2003。
- 李怡，2003。中共「新安全觀」與北約擴展─中亞地緣政治之考量。
- 繆宏昌，2003。恐怖主義與現代戰爭。
- 李安景，2003。中華民國國防政策與兵力規劃研究。
- 鍾智輝，2003。冷戰結束後中共陸軍現代化之研究。
- 劉必棟，2003。911事件後美國危機處理與相關機制運作之研究。
- 郝以知，2002。推動兩岸信心建立措施之研究。
- 穆仁國，2002。美日1997年簽訂防衛新指針後之東北亞安全新趨勢。
- 張紹華，2002。冷戰後中共軍事思想。
- 鄭舜元，2002。跨世紀日本防衛武力整建戰略涵意之研究。
- 游永中，2002。冷戰後中國大陸國際政治格局理論建構之研究。
  - 與邱坤玄、許志嘉共同指導。
- 許志吉，2002。中共對聯合國維持和平行動之政策。
  - 與邱坤玄、林岩哲共同指導。
- 林季蓉，2002。聯合國人權委員會組織及其運作之研究。
- 徐柏峰，2001。危機處理之研究：1995-1996年台海危機個案分析。
- 傅有敏，2000。後冷戰時期北韓核武飛彈發展與東北亞安全：1991-1999。
- 馬博元，2000。NATO對1991年南斯拉夫解體戰爭中之危機決策研究。
- 徐柏峰，1999。美國政府危機處理之組織運作模式-以一九九六年台海危機為例。
- 郭曉曄，1996。北韓核武危機與柯林頓政府因應策略分析(1993-1994)。
- 姚金祥，1994。中共對朝鮮半島外交政策轉變之分析(1983~1992年)。
- 卞金峰，1990。美韓關係之研究(1979-1990)—小國大國之權力互動。